# Lesley Baker
Pour les articles homonymes, voir Baker.
Lesley Baker est une actrice australienne, née le 20 janvier 1944 à Melbourne (Australie).

## Filmographie
- 1967 : Bellbird (série TV) : Cheryl Turner #2
- 1981 : I Can Jump Puddles (TV) : Matron
- 1987 : Slate, Wyn & Me : Molly
- 1993 : Body Trash (Body Melt) : Mack
- 1995 : Angel Baby : Rose